# Champéon
Champéon és un municipi francès situat al departament de Mayenne i a la regió de País del Loira. L'any 2007 tenia 577 habitants.

## Demografia

### Població
El 2007 la població de fet de Champéon era de 577 persones. Hi havia 242 famílies de les quals 64 eren unipersonals (28 homes vivint sols i 36 dones vivint soles), 95 parelles sense fills, 71 parelles amb fills i 12 famílies monoparentals amb fills.
La població ha evolucionat segons el següent gràfic:
Habitants censats

### Habitatges
El 2007 hi havia 293 habitatges, 242 eren l'habitatge principal de la família, 40 eren segones residències i 11 estaven desocupats. 282 eren cases i 9 eren apartaments. Dels 242 habitatges principals, 174 estaven ocupats pels seus propietaris, 65 estaven llogats i ocupats pels llogaters i 3 estaven cedits a títol gratuït; 14 tenien dues cambres, 34 en tenien tres, 61 en tenien quatre i 133 en tenien cinc o més. 209 habitatges disposaven pel capbaix d'una plaça de pàrquing. A 97 habitatges hi havia un automòbil i a 123 n'hi havia dos o més.

### Piràmide de població
La piràmide de població per edats i sexe el 2009 era:
| Homes | Edats   | Dones |
| ----- | ------- | ----- |
| 0     | 95 o +  | 0     |
| 0     | 90 a 94 | 0     |
| 4     | 85 a 89 | 8     |
| 4     | 80 a 84 | 4     |
| 12    | 75 a 79 | 28    |
| 8     | 70 a 74 | 20    |
| 12    | 65 a 69 | 8     |
| 20    | 60 a 64 | 12    |
| 0     | 55 a 59 | 16    |
| 28    | 50 a 54 | 8     |
| 20    | 45 a 49 | 24    |
| 20    | 40 a 44 | 4     |
| 12    | 35 a 39 | 32    |
| 32    | 30 a 34 | 28    |
| 0     | 25 a 29 | 12    |
| 12    | 20 a 24 | 16    |
| 20    | 15 a 19 | 12    |
| 24    | 10 a 14 | 20    |
| 20    | 5 a 9   | 8     |
| 8     | 0 a 4   | 16    |

## Economia
El 2007 la població en edat de treballar era de 336 persones, 237 eren actives i 99 eren inactives. De les 237 persones actives 226 estaven ocupades (122 homes i 104 dones) i 12 estaven aturades (4 homes i 8 dones). De les 99 persones inactives 52 estaven jubilades, 17 estaven estudiant i 30 estaven classificades com a «altres inactius».

### Ingressos
El 2009 a Champéon hi havia 254 unitats fiscals que integraven 605 persones, la mediana anual d'ingressos fiscals per persona era de 15.446 €.

### Activitats econòmiques
Dels 13 establiments que hi havia el 2007, 1 era d'una empresa extractiva, 1 d'una empresa alimentària, 3 d'empreses de construcció, 3 d'empreses de comerç i reparació d'automòbils, 1 d'una empresa de transport, 1 d'una empresa d'hostatgeria i restauració, 1 d'una empresa financera i 2 d'empreses de serveis.
Dels 4 establiments de servei als particulars que hi havia el 2009, 2 eren paletes, 1 fusteria i 1 restaurant.
L'any 2000 a Champéon hi havia 51 explotacions agrícoles que ocupaven un total de 1.054 hectàrees.

## Equipaments sanitaris i escolars
El 2009 hi havia una escola elemental.

## Poblacions més properes
El següent diagrama mostra les poblacions més properes.